# Limapontia capitata
Limapontia capitata är en snäckart som först beskrevs av O. F. Mueller 1774.  Limapontia capitata ingår i släktet Limapontia och familjen Limapontiidae. Arten är reproducerande i Sverige. Inga underarter finns listade i Catalogue of Life.